# Gotti (Film)
Gotti ist ein US-amerikanischer Kriminalfilm über den Aufstieg des berüchtigten Mafiosos John Joseph Gotti zum Boss der Gambino-Familie und Boss der Bosse der amerikanischen Cosa Nostra. Der Film feierte am 15. Mai 2018 auf dem Cannes Film Festival Premiere und lief am 15. Juni 2018 in den US-amerikanischen Kinos an. In Deutschland erschien der Film am 6. Dezember 2018 direkt auf DVD und Blu-ray Disc.

## Handlung
Der zu fünfmalig lebenslänglicher Haft verurteilte und an Krebs leidende John Joseph Gotti erfährt im Jahr 1999 während eines Gefängnisbesuchs von seinem Sohn, dem stellvertretenden Boss der Gambino-Familie John Angelo Gotti, dass dieser sich aus familiären Gründen von den Machenschaften der italo-amerikanischen Mafia abwenden und für eine mögliche Strafminderung ein Geständnis ablegen möchte. Sein Vater erklärt ihm, dass er den Behörden keinen Glauben schenken und nicht einknicken darf. In einer Rückblende erzählt John Joseph Gotti dem Zuschauer seinen Werdegang zum Boss der Bosse.
Im Jahr 1973 begeht John Joseph im Auftrag des Clan-Oberhaupts Carlo Gambino einen Mord, wird zum Vollmitglied der Cosa Nostra ernannt und ein Jahr später zu einer 4-jährigen Freiheitsstrafe verurteilt, von der er zwei Jahre verbüßen muss. Sein Sohn John Angelo besucht seit 1979 die Militärschule. Zu dieser Zeit lernt John Joseph durch Frank DeCicco das Gambino-Mitglied „Sammy the Bull“ Gravano kennen. Ein Jahr später kommt John Josephs Sohn Frank bei einem Verkehrsunfall tragisch ums Leben, weshalb die Familie einige Zeit nach Florida zieht.
Wieder zurück in New York, entstehen innerhalb der Gambino-Familie Spannungen zwischen der Fraktion von John Joseph und der des neuen Clan-Oberhaupts „Big Paul“ Castellano, nachdem durch das FBI der Drogenhandel von John Josephs besten Freund und Partner Angelo Ruggiero aufgedeckt wird. Während dieser Zeit beginnt John Angelo im Dienste der Gambino-Familie zu arbeiten.
1985 wird John Joseph von der stellvertretenden US-Staatsanwältin Diane Giacalone angeklagt und erwirkt einen Freispruch. Jedoch enthüllt die Anklageschrift, dass Gottis langjähriger Freund und Crewmitglied Wilfred „Willie Boy“ Johnson seit 19 Jahren als Informant des FBI arbeitet, weshalb er ihn später ermorden lässt.
Nachdem John Josephs Mentor „Neil“ Dellacroce im Jahr 1985 an Krebs stirbt, lässt er mit Rückhalt von Mitgliedern der anderen vier Mafia-Familien aus New York City Paul Castellano beim sogenannten „Steakhouse Massacre“ töten. So wird er zum neuen Oberhaupt der Gambino-Familie ernannt. Aus Rache für Castellanos Tod wird Frank DeCicco im Auftrag von dem Genovese-Boss Vincent „Chin“ Gigante und einem Lucchese-Capo namens „Gaspipe“ Casso ermordet. Angelo Ruggiero beauftragt ohne Erlaubnis einen Mordanschlag auf Gaspipe Casso, der jedoch fehlschlägt. Zur Strafe wird er von den Aktivitäten der Cosa Nostra ausgeschlossen.
John Angelo wird als Vollmitglied in der Gambino-Familie aufgenommen und heiratet später seine Freundin Kim Albanese. Einige Jahre später übersteht er als stellvertretender Boss einen Machtkampf innerhalb der Gambino-Familie, da sein Vater nach dem Verrat von dessen Partner Sammy Gravano im Jahr 1992 zu einer lebenslangen Freiheitsstrafe ohne Aussicht auf Bewährung verurteilt wird. Auch John Angelo wird später mit einer großangelegten RICO-Anklage konfrontiert und entscheidet sich nach einem klärenden Gespräch mit seinem Vater dazu, zur Strafminderung ein Geständnis abzulegen, um seinen Kindern ein Vater sein zu können. Während seiner Haftzeit stirbt sein Vater im Jahr 2002 in einem Gefängniskrankenhaus an Krebs. John Angelo durchsteht seit seiner ersten RICO-Anklage vier weitere Prozesse, bis die Staatsanwaltschaft beschließt, keine weitere Anklagen zu erheben, da sie ihm keine weitere Verbindung zum organisierten Verbrechen nachweisen kann.

## Produktion
Unter dem Arbeitstitel Gotti: In the Shadow of My Father, Gotti: Three Generations und The Life and Death of John Gotti wurde der Film von Emmett/Furla/Oasis Films, Highland Film Group und Fiore Films produziert. Die Produktionskosten betrugen 10 Millionen Dollar.

### Besetzung
Am 27. Juli 2016 wurde die komplette Besetzung für den Film verkündet und zeitweise waren auch Lindsay Lohan, Al Pacino und Joe Pesci für Rollen im Film, sowie Nick Cassavetes, Joe Johnston und Barry Levinson als Regisseure im Gespräch.
Für die Rolle des Mafiosos Angelo Ruggiero war ursprünglich Joe Pesci vorgesehen. Doch die Produzenten wollten einen Rollentausch. Pesci solle nun nicht mehr drei Millionen Dollar für sein Engagement erhalten, sondern die weniger gut bezahlte Rolle des Anthony Casso übernehmen und nur noch eine Million Dollar verdienen. Pesci verklagte die Produktionsfirma und man einigte sich später; nähere Infos sind nicht bekannt.

### Dreharbeiten
Die Dreharbeiten des Films haben am 25. Juli 2016 begonnen und fanden hauptsächlich in Cincinnati (Ohio) statt. Weitere Drehorte waren Finneytown (Ohio) und Indian Hill (Ohio). Ebenso fanden Dreharbeiten im Butler County Jail statt.

### Veröffentlichung
Ursprünglich sollte der Film im Dezember 2017 veröffentlicht werden, jedoch wurde der Film 10 Tage vor Kinostart von Lionsgate fallen gelassen und die Veröffentlichung kurzerhand auf 2018 verschoben. Vertical Entertainment kaufte die Rechte und veröffentlichte den Film Juni 2018.

## Rezeption
In den US-amerikanischen Kinos brachte der Film 4,3 Millionen Dollar ein, weltweit insgesamt 6,1 Millionen Dollar. Das entspricht etwa 60 % des Produktionsbudgets.
Der Film erhielt ausschließlich negative Kritiken und erreichte binnen eines Monats bei Rotten Tomatoes eine Bewertung von 0 %, basierend auf 38 Filmjournalisten. So schrieb ein Kritiker für die New York Post mit Bezug auf eine bekannte Szene des Mafiafilm-Klassikers Der Pate:

„I'd rather wake up next to a severed horse head than ever watch ‚Gotti‘ again.“

„Lieber wache ich neben einem abgetrennten Pferdekopf auf, als noch einmal Gotti anzusehen.“

Das Lexikon des internationalen Films kritisiert, der Film springe „so unmotiviert in der Zeit hin und her, dass keine Episode Wirkung hinterlässt, was durch die profillosen Figuren verstärkt wird.“ Zudem befördere die „streckenweise fast dilettantische Machart […] den Eindruck eines völlig misslungenen Gangsterfilms.“

## Soundtrack
Der Soundtrack zum Film wurde von Pitbull & Jorge Gomez kreiert. Der Soundtrack umfasst 19 Lieder und wurde am 15. Juni 2018 über das Label Sony Masterworks veröffentlicht.
1. So Sorry [Explicit] – Pitbull
2. Father & Son – Pitbull & Jorge Gomez
3. Carpe Diem – Pitbull & Jorge Gomez
4. Amore [Explicit] – Pitbull & Leona Lewis
5. Don’t Say Another Word – Pitbull & Jorge Gomez
6. The Meeting – Pitbull & Jorge Gomez
7. Enough – Pitbull & Jorge Gomez
8. Father – Pitbull & Jorge Gomez
9. Advice – Pitbull & Jorge Gomez
10. Somebody To Be – Pitbull
11. The Mistake – Pitbull & Jorge Gomez
12. Still Here – Pitbull & Jorge Gomez
13. I Know You Know – Pitbull & Jorge Gomez
14. Cosa Nostra – Pitbull & Jorge Gomez
15. The Decision – Pitbull & Jorge Gomez
16. The Plot – Pitbull & Jorge Gomez
17. The Shelf – Pitbull & Jorge Gomez
18. The Trial – Pitbull & Jorge Gomez
19. Mourning – Pitbull & Jorge Gomez